# Sweet Mud – Im Himmel gefangen
Sweet Mud – Im Himmel gefangen ist ein israelisches Filmdrama aus dem Jahr 2006.

## Handlung
Der 13-jährige Dvir lebt 1973 mit seiner alleinerziehenden Mutter Miri in einem progressiven Kibbuz. Obwohl die Bewohner stolz auf ihre offene Geisteshaltung sind, haben sie enorme Probleme mit Miri, die wegen ihrer instabilen Psyche mehr als einmal in eine Anstalt eingewiesen wurde. Die Mutter scheint an den strikten Regeln der Gemeinschaft, die familiäre Beziehungen zueinander verbieten und sich dem Gemeinwohl unterordnen, zu zerbrechen. Während der Vorbereitung zur Bar Mitzwa erscheint Miris Schweizer Freund, der Dvir von einer Zukunft in Genf träumen lässt. Der Kibbuz erträgt allerdings keine Fremdkörper, sodass sie diesen nach kurzer Zeit wieder entfernt und Miri erneut zusammenbricht. Als er seiner Mutter beisteht, entdeckt Dvir ein immer größer werdendes Lügengebäude innerhalb des Kibbuz, welches jedes individuelle Glück verbieten soll.

## Kritik
„Die im Grunde vertraute Geschichte über Pubertät, Selbstvergewisserung und Abnabelung dekonstruiert reizvoll die soziale Utopie des Kibbuz und spiegelt die Konflikte in der israelischen Gesellschaft. Ebenso nuancenreich wie die atmosphärische Lichtsetzung sowie die Farb- und Bildkomposition ist dabei das Spiel der Hauptdarsteller.“

„Leider ist die Alltagsbeschreibung aus einem Kibbuz von Regisseur und Drehbuchautor Dror Shaul (die Geschichte trägt autobiografische Züge) sehr uneinheitlich. Viele Szenen verlaufen im Sande, bleiben ungelöst oder ergeben keinen Sinn.“

„„Sweet Mud“, diese kraftvolle Geschichte vom Erwachsenwerden unter drückenden Umständen, gehört zu den radikalsten Werken in einer ganzen Reihe von künstlerischen Auseinandersetzungen mit den Idealen der Elterngeneration in Israel, eine Abrechnung, die gnadenloser nicht ausfallen könnte.“

„Das Ziel des Regisseurs Dror Shaul war es, »einen Film über die Sehnsucht nach Wärme und Gefühlen zu machen, die Sehnsucht nach der Illusion, dass wir nicht tatsächlich allein sind.« Das ist ihm mit Hilfe seiner fantastischen Schauspieler sehr einfühlsam gelungen.“

## Hintergrund
Der Film erhielt unter anderem vier Auszeichnungen beim israelischen Filmpreis Ophir Award (Bester Film, Beste Musik, Bestes Produktionsdesign, Bester Ton) und sechs weitere Nominierung (Bester Hauptdarsteller, Beste Hauptdarstellerin, Beste Regie, Bestes Drehbuch, Beste Kostüme, Bester Schnitt) sowie den Preis der Jury beim Sundance Film Festival als bester ausländischer Spielfilm.
Der Film hatte seine Weltpremiere am 9. September 2006 auf dem Toronto International Film Festival, bevor er am 21. September 2006 in den israelischen Kinos startete. In Deutschland wurde der Film zum ersten Mal am 14. Februar 2007 auf der Berlinale gezeigt, bevor er am 7. August 2008 in den deutschen Kinos erschien und am 30. Januar 2009 auf DVD veröffentlicht wurde. Von der Jugendjury 14+ gab es einen Gläsernen Bären für den besten Spielfilm.